# Cmentarz Komunalny w Bydgoszczy (ul. Kcyńska)

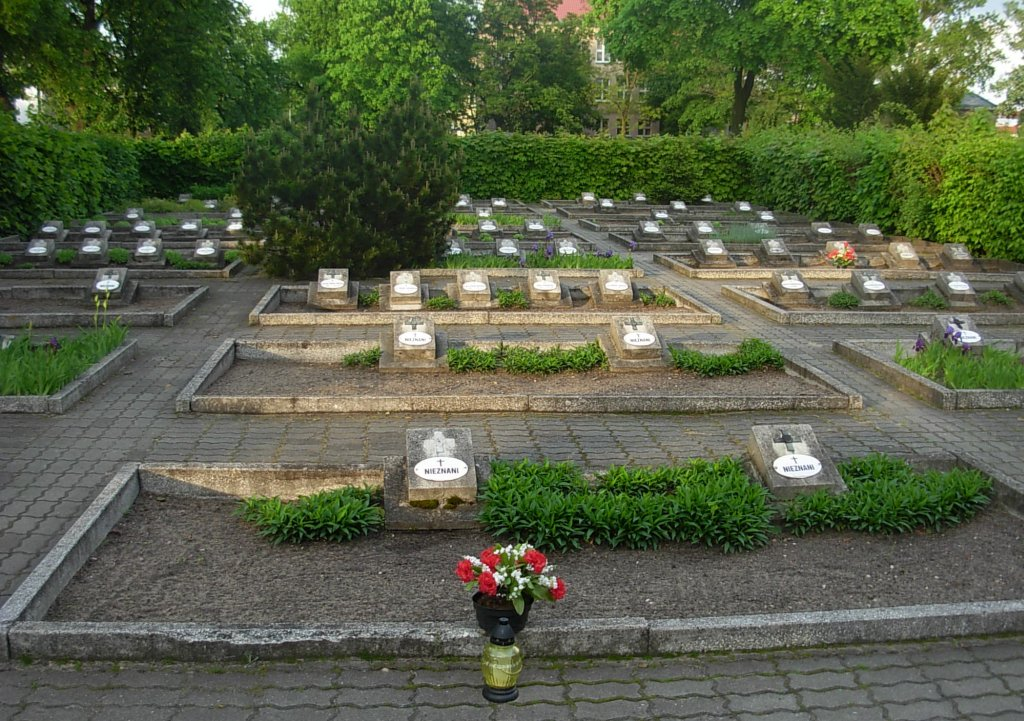
Kwatera wojenna

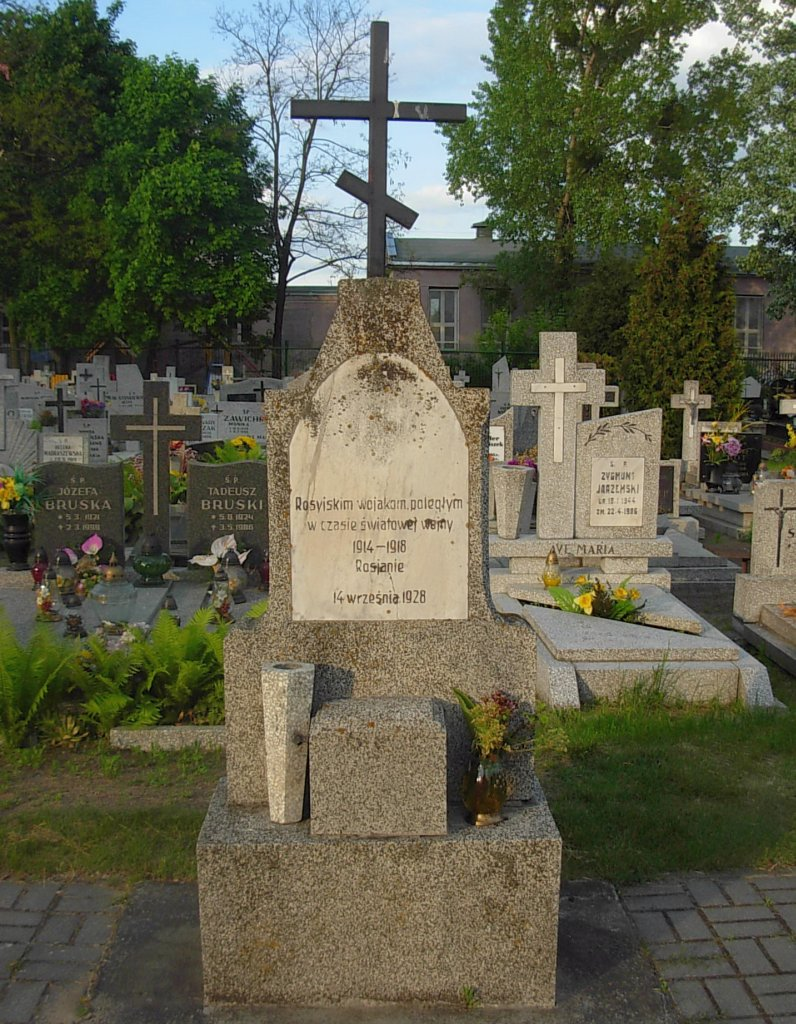
Nagrobek żołnierzy rosyjskich poległych w I wojnie światowej

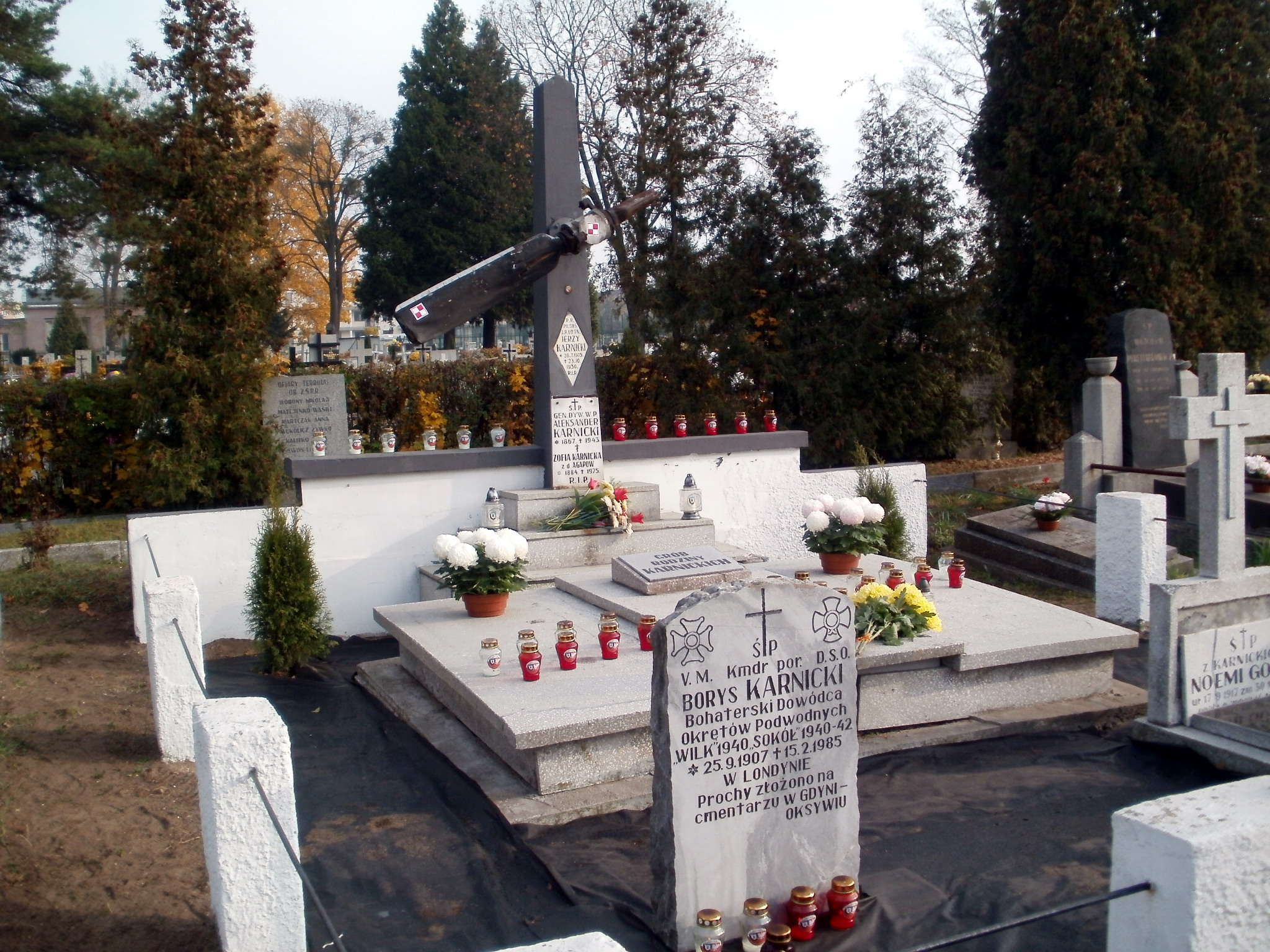
Grób rodziny Karnickich

Cmentarz komunalny przy ul. Kcyńskiej w Bydgoszczy – cmentarz w Bydgoszczy.

## Lokalizacja
Cmentarz znajduje się na osiedlu Górzyskowo w południowo-zachodniej części Bydgoszczy, między ulicami: Kcyńską a Strzelecką.

## Historia
Cmentarz został założony w 1892 r. na osiedlu Błonie.
Początkowo przeznaczony był dla pochówku biedoty, bezdomnych i skazańców różnych wyznań i bezwyznaniowców. W czasie I wojny światowej, w latach 1914–1918, pogrzebano tutaj 120 jeńców rosyjskich z obozów które znajdowały się na Glinkach i przy ul. Jagiellońskiej. Na ich grobach ustawiono w 1928 r. pomnik z krzyżem prawosławnym, który istnieje do dzisiaj.
W okresie międzywojennym i później, odbywały się tutaj pogrzeby działaczy komunistycznych i lewicowych, między innymi: Jana Olszewskiego, Romana Kulaska i Stanisława Lehmanna. W latach okupacji pochowano na cmentarzu zamordowanych Polaków w więzieniu przy Wałach Jagiellońskich.
Po zakończeniu II wojny światowej cmentarz przemianowano na komunalny i w związku z tym zdjęto krzyże z bramy głównej oraz domu pogrzebowego.
W 1979 przeniesiono tu szczątki zmarłych ekshumowanych z cmentarza Starofarnego przy ul. Grunwaldzkiej, w związku z ograniczeniem terenu tego cmentarza. W latach 80. XX w. z powodu braku miejsc na cmentarzach parafialnych, wykorzystano wolne tereny grzebalne na tej nekropolii.

## Charakterystyka
Cmentarz posiada wymiary: 200 x 140 m i powierzchnię 2,8 ha. W centralnym punkcie znajduje się zabytkowa dom przedpogrzebowy.
Na cmentarzu spoczywają rosyjscy żołnierze, polegli w czasie I wojny światowej, polegli i zamordowani w 1939 roku w Bydgoszczy i okolicach, zamordowani rolnicy w obozie w Smukale w latach 1941–1943, 92 Żydówek z obozu w Małki pod Brodnicą, jeńcy radzieccy zagłodzeni w obozach przy ul. Szpitalnej (przy ul. Glinki) podczas niemieckiej okupacji oraz żołnierze polscy i radzieccy, którzy polegli w 1945 roku w obronie Bydgoszczy.
Na murowanym parkanie, przy wejściu zawieszono tablicę pamięci oficera AK Zbigniewa Nieczuja-Smoleńskiego, zamordowanego w więzieniu na Wałach Jagiellońskich 21 listopada 1946 r.
Na cmentarzu znajdują się specjalnie oznaczone mogiły zmarłych Świadków Jehowy, zaś tereny z lewej strony głównej alei zarezerwowane są dla zmarłych wyznania prawosławnego.
Zbiorowymi mogiłami opiekują się: szkoły podstawowe nr: 12, 13 i 48 oraz Liceum Ogólnokształcące nr IV i Zespół Szkół Mechanicznych przy ul. św. Trójcy.

### Kwatera Żołnierzy Rosyjskich
Znajduje się po lewej stronie głównej alei, prowadzącej od bramy wjazdowej w kierunku domu przedpogrzebowego. Mieści groby 120 zagłodzonych przez Niemców jeńców rosyjskich z obozów, które znajdowały się na terenie Bydgoszczy w latach 1914–1918.
Obecnie nie ma już na tym miejscu nagrobków, istnieje natomiast obelisk z tablicą pamiątkową wystawiony w 1928 r. przez społeczność rosyjską w Polsce z inicjatywy żony gen. Karnickiego Zofii.

### Kwatera Żołnierzy Wojska Polskiego z okresu kampanii wrześniowej w 1939 roku
Znajduje się po prawej stronie głównej alei, za bramą wjazdową. Mieści 72 żołnierzy z Armii „Pomorze”, poległych w kampanii wrześniowej. Jedna z mogił zawiera prochy żołnierzy, ekshumowanych z innych miejscowości.

### Kwatera Żołnierzy Wojska Polskiego z 1945 roku
Znajduje się po lewej stronie głównej alei, naprzeciw kwatery żołnierzy z 1939 roku.
Spoczywa tu 351 żołnierzy – I Armii Ludowego Wojska Polskiego z czasów walk o wyzwolenie Bydgoszczy. Kwatera mieści 26 wspólnych mogił, bez krzyży.

### Symboliczna mogiła żołnierzy Armii Krajowej
Znajduje się po lewej stronie bramy cmentarnej, przy murowanym parkanie. Na granitowej płycie nagrobnej znajduje się epitafium. Mogiła mieści 10 żołnierzy AK, rozstrzelanych w latach 1945–1949 w wyniku terroru stalinowskiego. Uroczyste odsłonięcie symbolicznego grobu-pomnika odbyło się 29 października 1994 roku, a jej fundatorem jest Światowy Związek Żołnierzy Armii Krajowej.

## Zasłużeni
Niektóre osoby zasłużone dla Bydgoszczy, regionu i Polski pochowane na cmentarzu:
| Osoba                           | Uwagi |
| ------------------------------- | --- |
| Aleksander Karnicki (1869-1942) | Generał lejtnant Armii Imperium Rosyjskiego, generał dywizji Wojska Polskiego. |
| Jerzy Kiss-Orski (1924-2000)    | Dziennikarz. Pracował w Gazecie Pomorskiej, później w wielu redakcjach poza Bydgoszczą. Działacz [Związku Dziennikarzy Polskich. Autor Znaków Pamięci, notek biograficznych zmarłych dziennikarzy Kujaw i Pomorza. Patron ulicy na osiedlu Przylesie w Fordonie. |
| Hassan Konopacki (1879-1953)    | Absolwent Szkoły Korpusu Kadetów w Połocku i Szkoły Artylerii w Petersburgu. Uczestnik wojny rosyjsko-japońskiej i I wojny światowej. Działacz białoruskiego ruchu narodowego. Dowódca wojska białoruskiego (1919). Od 1921 w Wilnie. W 1946 r. zamieszkał w Bydgoszczy. Na kamienicy, w której mieszkał przy ul. Mazowieckiej 11 znajduje się tablica pamięci.                 |
| Stanisław Lehmann (1904-1956)   | Od 1924 w Bydgoszczy. Pracownik kancelarii adwokackich. Działacz robotniczy i sportowy. Długoletni prezes RKS Amatora Bydgoszcz. Założyciel Robotniczego Towarzystwa Przyjaciół Dzieci. Po II wojnie światowej przewodniczący Wojewódzkiej Rady Narodowej. Współzałożyciel K.S. „Zryw” i Wojewódzkiej Rady Wychowania Fizycznego. Patron ulicy na osiedlu Przylesie w Fordonie. |
| Piotr Wiszniewski (1890-1966)   | Fotograf. Utrwalił na kliszach całą Bydgoszcz. Przyczynił się do powstania Domu Turysty. Autor licznych fotogramów wystawianych w Pomorskim Domu Sztuki, Muzeum im. Leona Wyczółkowskiego, BWA. Patron ulicy na osiedlu Przylesie w Fordonie. |